# Indcar Mobi
De Indcar Mobi, Indcar Mobi City of Indcar Mobi Low Entry is een midibus, geproduceerd door de Spaanse busfabrikant Indcar. De bus is gebaseerd op de Iveco Daily en is zowel geschikt voor tour- als openbaar vervoer. De bus is beschikbaar met een of twee deuren.
Afhankelijk van de configuratie wordt de Indcar Mobi geleverd met een diesel- of aardgasmotor. In 2022 kondigde Indcar aan meer in te zetten op biogas.

## Technische gegevens

### Mobi
|             | Mobi 8            | Mobi 8,5          | Mobi CNG          |
| ----------- | ----------------- | ----------------- | ----------------- |
| Chassis     | Iveco Daily 70C18 | Iveco Daily 70C18 | Iveco Daily 70C14 |
| Lengte      | 8 152 mm          | 8 552 mm          | 8 152 mm          |
| Breedte     | 2 350 mm          | 2 350 mm          | 2 350 mm          |
| Hoogte      | 3 100 mm          | 3 100 mm          | 3 100 mm          |
| Wielbasis   | 4 350 mm          | 4 750 mm          | 4 350 mm          |
| Zitplaatsen | 29 / 31           | 31 / 33           | 29 / 31           |

### Mobi City
|                  | Mobi City L7                                   | Mobi City L7 CNG                               | Mobi City L8        | Mobi City L8 CNG    | Mobi City L8,5     |
| ---------------- | ---------------------------------------------- | ---------------------------------------------- | ------------------- | ------------------- | ------------------ |
| Chassis          | Iveco Daily 70C18                              | Iveco Daily 70C14                              | Iveco Daily 70C18   | Iveco Daily 70C14   | Iveco Daily 70C18  |
| Lengte           | 6 997 mm                                       | 6 997 mm                                       | 8 037 mm            | 8 037 mm            | 8 552 mm           |
| Breedte          | 2 200 mm                                       | 2 200 mm                                       | 2 350 mm            | 2 350 mm            | 2 350 mm           |
| Hoogte           | 2 910 mm (met airco) / 3 100 mm (zonder airco) | 2 910 mm (met airco) / 3 100 mm (zonder airco) | 3 100 mm            | 3 100 mm            | 3 100 mm           |
| Wielbasis        | 3 750 mm                                       | 3 750 mm                                       | 4 350 mm            | 4 350 mm            | 4 750 mm           |
| Zitplaatsen1     | 8 / 12                                         | 8 / 12                                         | 17 / 222            | 17 / 222            | 18 / 24            |
| Staanplaatsen1   | 32–36 / 28–32                                  | 32–36 / 28–32                                  | 20–24 / 10–202      | 20–24 / 10–202      | 4–14               |
| Rolstoelplaatsen | 1                                              | 1                                              | 1                   | 1                   | 1                  |
| Capaciteit1      | ca. 41–44 personen                             | ca. 41–44 personen                             | ca. 32–41 personen2 | ca. 32–41 personen2 | ca. 27–32 personen |

1 = afhankelijk van de stoelindeling; 2 = afhankelijk van de klasse

### Mobi Low Entry
|                  | Mobi Low Entry L7  | Mobi Low Entry L8,5 |
| ---------------- | ------------------ | ------------------- |
| Chassis          | Iveco Daily 70C18  | Iveco Daily 70C18   |
| Lengte           | 6 997 mm           | 8 552 mm            |
| Breedte          | 2 200 mm           | 2 350 mm            |
| Hoogte           | 3 100 mm           | 3 100 mm            |
| Wielbasis        | 3 750 mm           | 4 750 mm            |
| Zitplaatsen      | 13                 | 16 / 18             |
| Staanplaatsen    | 18–22              | 19–11               |
| Rolstoelplaatsen | 1                  | 1                   |
| Capaciteit       | ca. 31–35 personen | ca. 26–29 personen  |

## Inzet
Dit model bus komt voor in België bij Transports Penning. Transports Penning gebruikt de bus voor openbaarvervoersritten in de provincie Luxemburg, in opdracht van TEC. Ook worden ze ingezet in onder andere Spanje en Italië. In 2023 bestelde ACAMIR in totaal 72 Mobi City L8 CNG-bussen voor het openbaar vervoer in de Zuid-Italiaanse regio Campanië.
Dit overzicht is mogelijk incompleet; u kunt helpen door het uit te breiden.
| Bedrijf            | Type                | Aantal | Serie                              | Inzet                  | Opmerking                                                                 |
| België             | België              | België | België                             | België                 | België                                                                    |
| ------------------ | ------------------- | ------ | ---------------------------------- | ---------------------- | ------------------------------------------------------------------------- |
| Transports Penning | Mobi City           | 5      | 490167–490168 490202–490203 490304 | Luxemburg              | Dragen Keolis-nummers 19161, 19164, 19165, 19163, 19162 (in die volgorde) |
| Italië             |                     |        |                                    |                        |                                                                           |
| ACAMIR             | Mobi City L8        | 72     | ??                                 | Campanië               |                                                                           |
| AMT                | Mobi City L7        | 31     | 2214–2219 5026–5050                | Genua                  |                                                                           |
| AMT                | Mobi City L8,5      | 8      | 4316–4320 4322–4323 4325           | Genua                  |                                                                           |
| ANM                | Mobi City L7        | 12     | P301–P312                          | Napels                 |                                                                           |
| AT                 | Mobi City L8,5      | 6      | K3076–K3081                        | Prato                  |                                                                           |
| ATAC               | Mobi City L8        | 63     | 241–303                            | Rome                   |                                                                           |
| EAV                | Mobi City L7        | 18     | U1076–U1093                        | Napels                 |                                                                           |
| Trotta Bus         | Mobi City L8        | 6      | 2119–2124                          | Rome                   |                                                                           |
| Noorwegen          |                     |        |                                    |                        |                                                                           |
| Nettbuss           | Mobi City L8,5      | 2      | 1255 1259                          | Oslo                   | Verkocht aan Tide Buss                                                    |
| Tide Buss          | Mobi City L8,5      | 2      | 1537–1538                          | Bergen                 | Ex-Nettbuss                                                               |
| Spanje             |                     |        |                                    |                        |                                                                           |
| AUCORSA            | Mobi City L7 CNG    | 4      | 061–063                            | Córdoba                |                                                                           |
| TMB                | Mobi City LE L7     | 10     | 4300–4309                          | Barcelona              |                                                                           |
| TUSGSAL            | Mobi City L8        | 8      | 640–647                            | Badalona               |                                                                           |
| Zweden             |                     |        |                                    |                        |                                                                           |
| Rudskoga Taxi      | Mobi                | 21     | ??                                 | Karlstad               |                                                                           |
| Vy Buss            | Mobi Low Entry L8,5 | 23     | ??                                 | Schoolvervoer Dalsland |                                                                           |